# ماستودون
ماستودون یا پستانک‌دندان (انگلیسی: Mastodon) یک نام غیررسمی است که برای اشاره به چندین گونه منقرض‌شده از راسته فیل‌سانان متعلق به سرده ماموت (Mammut) و خانواده ماموتان (Mammutidae) مورد استفاده قرار می‌گیرد. این جانوران از بستگان دور فیلهای امروزی و ماموتهای منقرض‌شده محسوب می‌شوند. ماستودون‌ها از اواخر میوسن تا پایان پلیستوسن بومی آمریکای شمالی و مرکزی بودند و آخرین بازماندگان آن‌ها پیش از انقراض تا دست‌کم ۱۱٫۰۰۰ سال پیش می‌زیستند. ماستودون‌ها جانورانی اجتماعی و بیشتر جنگل‌نشین بودند که مانند فیل‌های امروزی هم از شاخ و برگ درختان و هم از علف‌های زمینی با اولویت خوردن گیاهان درختی فصلی تغذیه می‌کردند.
ماستودون آمریکایی و ماستودون اقیانوس آرام آخرین و مشهورترین گونه‌های ماستودون محسوب می‌شوند که همراه با تعداد زیادی از بزرگ‌زیاگان همزمان با شروع انقراض هولوسن از میان رفتند. شکار گسترده بزرگ‌زیاگان توسط انسان‌های پیشاتاریخی اغلب به عنوان یکی از عاملان اصلی این موج انقراض شناخته می‌شود.

## طبقه‌بندی
یوهان فریدریش بلومنباخ طبیعی‌دان اهل آلمان در سال ۱۷۹۹ با فرض اینکه بقایای ماستودون با بقایای منسوب به ماموت یکی هستند واژه ماموت (Mammut) را به عنوان سرده جدید برای نمونه‌های ماستودون برگزید. این موضوع با مخالفت کالبدشناسان مواجه شد و آن‌ها با اشاره به تفاوت در شکل دندان‌های ماستودون با ماموت این دو را از یک سرده نمی‌دانستند. واژه ماستودون (Mastodon) مترادف علمی واژه Mammut و به نوعی جایگزین آن است که توسط ژرژ کوویه فرانسوی در سال ۱۸۱۷ ابداع شد و بیشتر در ادبیات غیررسمی کاربرد دارد. ماستودون به معنی پستانک‌دندان است و این نام با توجه به شکل نوک تاج دندان‌های آسیاب این جانوران که شبیه به نوک پستان است برای آن‌ها انتخاب شد. تا کنون گونه‌های متعددی به سرده ماموت (ماستودون) نسبت داده شده‌اند اما امروزه تنها ۵ گونه به رسمیت شناخته می‌شوند:

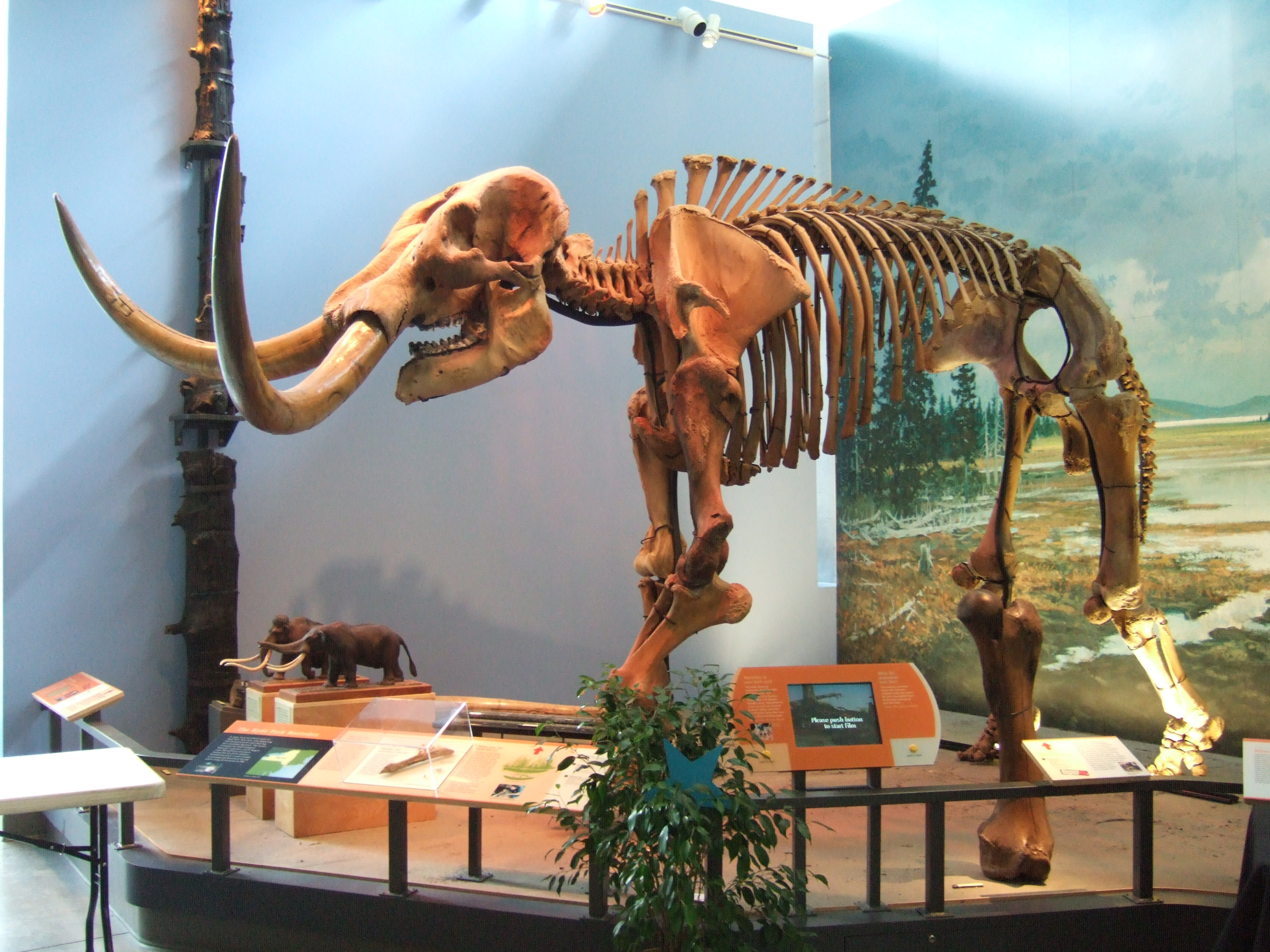
اسکلت ماستودون آمریکایی در موزه زمین، ایتاکا

- ماستودون آمریکایی (Mammut americanum): مشهورترین گونه ماستودون است و جزو آخرین گونه‌های این سرده محسوب می‌شود. قدیمی‌ترین بقایای آن مربوط به پلیوسن میانی است. این گونه به صورتی گسترده در سراسر نیمه شمالی قاره آمریکا حضور داشت و سنگواره‌های آن از آلاسکا و نیو انگلند در شمال تا جنوب کالیفرنیا، فلوریدا و هندوراس در جنوب شناسایی شده‌است. ماستودون آمریکایی از نظر ظاهری شبیه به ماموت پشمالو بود و مانند آن پوشش ضخیمی از مو بدنش را می‌پوشاند. این جانور دارای عاجهای بلندی بود که طولشان به حدود ۵ متر می‌رسید و به سمت بالا خم شده بودند. این عاج‌ها نسبت به عاج‌های ماموت پشمالو کوچک‌تر بودند. زیستگاه اصلی ماستودون آمریکایی جنگل‌های کاج نوئل بود و طبق تخمین‌های انجام شده این گونه تقریباً حدود ۱۱٫۰۰۰ سال پیش منقرض شده‌است.
- ماستودون متیو (Mammut matthewi): بقایای این گونه نخستین بار در سازند اسنیک کریک در نبراسکا شناسایی شد و گزارشی از کشف سنگواره‌های آن در چین نیز داده شده‌است. برخی گونه ماستودون متیو را با گونه ماستودون آمریکایی یکی می‌دانند.
- ماستودون راکی (Mammut raki): بقایای این گونه در سازند پالماس واقع در تروت اور کانسکونس، نیومکزیکو کشف شده و بین اوایل تا میانه پلیوسن حدود ۴٫۵ تا ۳٫۶ میلیون سال پیش زندگی می‌کرده‌است. این جانور با گیاه‌خواران بزرگی مانند غول‌پینه‌پا (نوعی شتر اولیه) و اسب هاگرمن هم‌زیستی داشت و به خاطر داشتن یک دندان آسیاب سوم نسبتاً طولانی و باریک از سایر ماستودون‌ها متمایز می‌شود. برخی تفاوت‌های این گونه را مانند ماستودون متیو به حدی نمی‌دانند که بتوان آن را گونه‌ای جدا از ماستودون آمریکایی طبقه‌بندی کرد.
- ماستودون کوزویی (Mammut cosoensis): بقایای این گونه در سازند کوزو در کالیفرنیا کشف شده و مربوط به اواخر پلیوسن است. ماستودون کوزویی در اصل گونه‌ای از پلیوماستودون (Pliomastodon) شناخته می‌شد و سپس در سرده ماستودون طبقه‌بندی شد.
- ماستودون اقیانوس آرام (Mammut pacificus): بر اساس تجزیه و تحلیل‌های سال ۲۰۱۹ جمعیت غربی ماستودون آمریکایی واقع در کالیفرنیا و جنوب آیداهو از این گونه متمایز شدند و در این گونه جدید قرار گرفتند. تفاوت‌های ماستودون اقیانوس آرام با ماستودون آمریکایی در داشتن دندان‌های آسیاب باریک‌تر، داشتن ۶ مهره ستون فقرات در نزدیکی استخوان خاجی به جای ۵ مهره، داشتن استخوان ران درشت‌تر و داشتن عاج‌های کوچک‌تر نسبت به عاج‌های طویل ماستودون آمریکایی است.

### تاریخ تکاملی

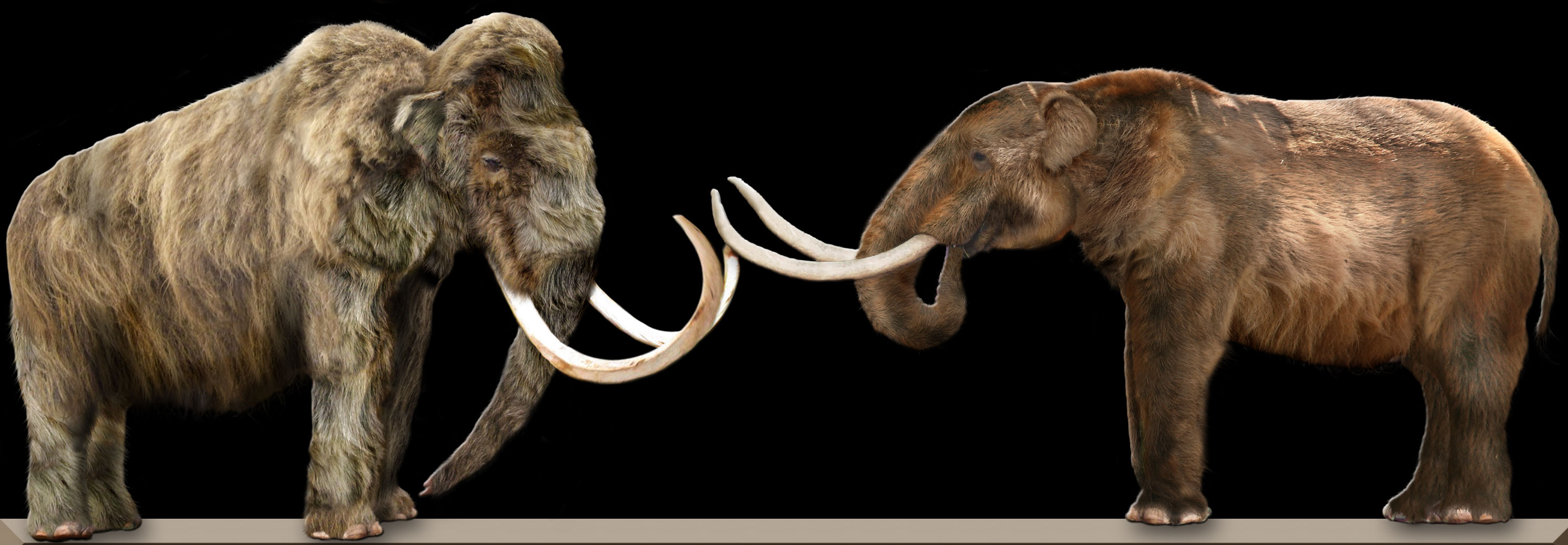
ماستودون آمریکایی (راست) و ماموت پشمالو (چپ) دو گونه منقرض‌شده از فیل‌سانان

سرده ماستودون متعلق به خانواده‌ای از فیل‌سانان به نام ماموتان است. مسیر تکاملی این خانواده حدود ۲۷ میلیون سال پیش از خانواده فیلان (فیل‌ها و ماموت‌ها) جدا شد. دسته‌نما زیر روابط خویشاوندی ماستودون آمریکایی به عنوان گونه شاخص سرده ماستودون را با چند گونه دیگر از فیل‌سانان منقرض‌شده و زنده نشان می‌دهد:

|  | فیل بیشه آفریقایی                                             |
|  |                                                               |
|  | \| \| فیل آسیایی \| \| \| \| \| \| ماموت کلمبیایی \| \| \| \| |
|  |                                                               |
|  | فیل آسیایی                                                    |
|  |                                                               |
|  | ماموت کلمبیایی                                                |
|  |                                                               |

|  | فیل آسیایی     |
|  |                |
|  | ماموت کلمبیایی |
|  |                |

|  | فیل بیشه آفریقایی                                             |
|  |                                                               |
|  | \| \| فیل آسیایی \| \| \| \| \| \| ماموت کلمبیایی \| \| \| \| |
|  |                                                               |
|  | فیل آسیایی                                                    |
|  |                                                               |
|  | ماموت کلمبیایی                                                |
|  |                                                               |

|  | فیل آسیایی     |
|  |                |
|  | ماموت کلمبیایی |
|  |                |

|  | فیل بیشه آفریقایی                                             |
|  |                                                               |
|  | \| \| فیل آسیایی \| \| \| \| \| \| ماموت کلمبیایی \| \| \| \| |
|  |                                                               |
|  | فیل آسیایی                                                    |
|  |                                                               |
|  | ماموت کلمبیایی                                                |
|  |                                                               |

|  | فیل آسیایی     |
|  |                |
|  | ماموت کلمبیایی |
|  |                |

|  | فیل بیشه آفریقایی                                             |
|  |                                                               |
|  | \| \| فیل آسیایی \| \| \| \| \| \| ماموت کلمبیایی \| \| \| \| |
|  |                                                               |
|  | فیل آسیایی                                                    |
|  |                                                               |
|  | ماموت کلمبیایی                                                |
|  |                                                               |

|  | فیل آسیایی     |
|  |                |
|  | ماموت کلمبیایی |
|  |                |

|  | فیل بیشه آفریقایی                                             |
|  |                                                               |
|  | \| \| فیل آسیایی \| \| \| \| \| \| ماموت کلمبیایی \| \| \| \| |
|  |                                                               |
|  | فیل آسیایی                                                    |
|  |                                                               |
|  | ماموت کلمبیایی                                                |
|  |                                                               |

|  | فیل آسیایی     |
|  |                |
|  | ماموت کلمبیایی |
|  |                |

|  | فیل بیشه آفریقایی                                             |
|  |                                                               |
|  | \| \| فیل آسیایی \| \| \| \| \| \| ماموت کلمبیایی \| \| \| \| |
|  |                                                               |
|  | فیل آسیایی                                                    |
|  |                                                               |
|  | ماموت کلمبیایی                                                |
|  |                                                               |

|  | فیل آسیایی     |
|  |                |
|  | ماموت کلمبیایی |
|  |                |

|  | فیل بیشه آفریقایی                                             |
|  |                                                               |
|  | \| \| فیل آسیایی \| \| \| \| \| \| ماموت کلمبیایی \| \| \| \| |
|  |                                                               |
|  | فیل آسیایی                                                    |
|  |                                                               |
|  | ماموت کلمبیایی                                                |
|  |                                                               |

|  | فیل آسیایی     |
|  |                |
|  | ماموت کلمبیایی |
|  |                |

|  | فیل بیشه آفریقایی                                             |
|  |                                                               |
|  | \| \| فیل آسیایی \| \| \| \| \| \| ماموت کلمبیایی \| \| \| \| |
|  |                                                               |
|  | فیل آسیایی                                                    |
|  |                                                               |
|  | ماموت کلمبیایی                                                |
|  |                                                               |

|  | فیل آسیایی     |
|  |                |
|  | ماموت کلمبیایی |
|  |                |

|  | فیل بیشه آفریقایی                                             |
|  |                                                               |
|  | \| \| فیل آسیایی \| \| \| \| \| \| ماموت کلمبیایی \| \| \| \| |
|  |                                                               |
|  | فیل آسیایی                                                    |
|  |                                                               |
|  | ماموت کلمبیایی                                                |
|  |                                                               |

|  | فیل آسیایی     |
|  |                |
|  | ماموت کلمبیایی |
|  |                |

|  | فیل بیشه آفریقایی                                             |
|  |                                                               |
|  | \| \| فیل آسیایی \| \| \| \| \| \| ماموت کلمبیایی \| \| \| \| |
|  |                                                               |
|  | فیل آسیایی                                                    |
|  |                                                               |
|  | ماموت کلمبیایی                                                |
|  |                                                               |

|  | فیل آسیایی     |
|  |                |
|  | ماموت کلمبیایی |
|  |                |

|  | فیل بیشه آفریقایی                                             |
|  |                                                               |
|  | \| \| فیل آسیایی \| \| \| \| \| \| ماموت کلمبیایی \| \| \| \| |
|  |                                                               |
|  | فیل آسیایی                                                    |
|  |                                                               |
|  | ماموت کلمبیایی                                                |
|  |                                                               |

|  | فیل آسیایی     |
|  |                |
|  | ماموت کلمبیایی |
|  |                |

|  | فیل بیشه آفریقایی                                             |
|  |                                                               |
|  | \| \| فیل آسیایی \| \| \| \| \| \| ماموت کلمبیایی \| \| \| \| |
|  |                                                               |
|  | فیل آسیایی                                                    |
|  |                                                               |
|  | ماموت کلمبیایی                                                |
|  |                                                               |

|  | فیل آسیایی     |
|  |                |
|  | ماموت کلمبیایی |
|  |                |

|  | فیل بیشه آفریقایی                                             |
|  |                                                               |
|  | \| \| فیل آسیایی \| \| \| \| \| \| ماموت کلمبیایی \| \| \| \| |
|  |                                                               |
|  | فیل آسیایی                                                    |
|  |                                                               |
|  | ماموت کلمبیایی                                                |
|  |                                                               |

|  | فیل آسیایی     |
|  |                |
|  | ماموت کلمبیایی |
|  |                |

|  | فیل بیشه آفریقایی                                             |
|  |                                                               |
|  | \| \| فیل آسیایی \| \| \| \| \| \| ماموت کلمبیایی \| \| \| \| |
|  |                                                               |
|  | فیل آسیایی                                                    |
|  |                                                               |
|  | ماموت کلمبیایی                                                |
|  |                                                               |

|  | فیل آسیایی     |
|  |                |
|  | ماموت کلمبیایی |
|  |                |

|  | فیل بیشه آفریقایی                                             |
|  |                                                               |
|  | \| \| فیل آسیایی \| \| \| \| \| \| ماموت کلمبیایی \| \| \| \| |
|  |                                                               |
|  | فیل آسیایی                                                    |
|  |                                                               |
|  | ماموت کلمبیایی                                                |
|  |                                                               |

|  | فیل آسیایی     |
|  |                |
|  | ماموت کلمبیایی |
|  |                |

|  | فیل بیشه آفریقایی                                             |
|  |                                                               |
|  | \| \| فیل آسیایی \| \| \| \| \| \| ماموت کلمبیایی \| \| \| \| |
|  |                                                               |
|  | فیل آسیایی                                                    |
|  |                                                               |
|  | ماموت کلمبیایی                                                |
|  |                                                               |

|  | فیل آسیایی     |
|  |                |
|  | ماموت کلمبیایی |
|  |                |

## توصیف

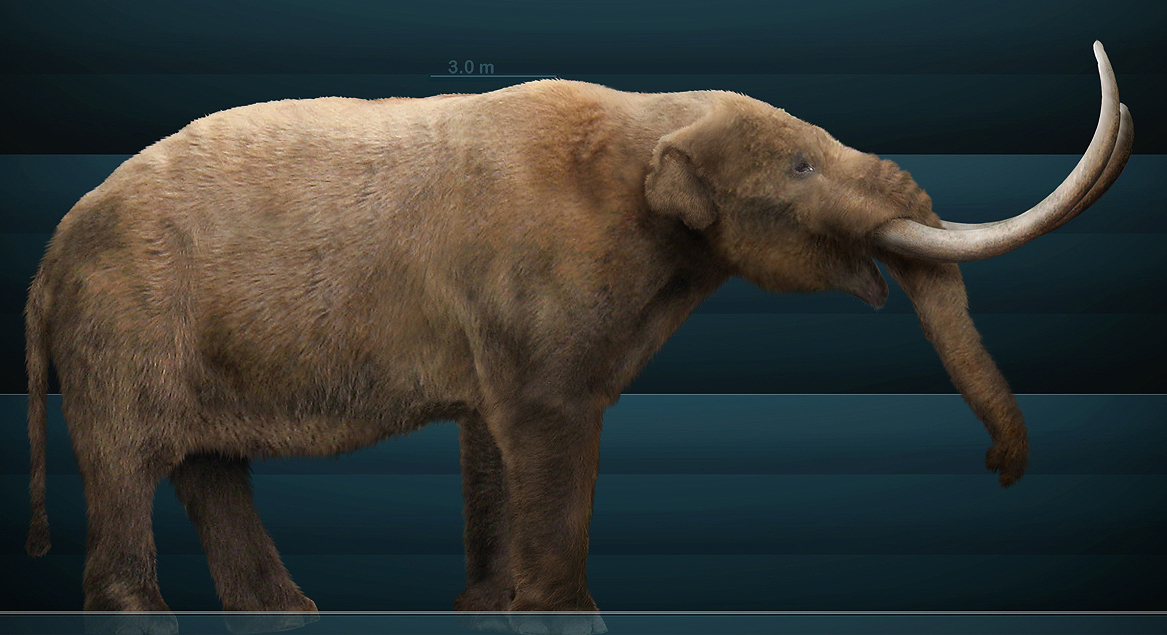
بازسازی تصویری از پیکر ماستودون آمریکایی

بازسازی‌های امروزی بر پایه بقایای استخوانی و برخی بافت‌های نرم باقی‌مانده نشان می‌دهند که ماستودون‌ها دارای همانندی ظاهری بسیاری با فیل‌ها و تا حدود کمتری ماموت‌ها بودند اما نسب مشترک نزدیکی با هیچ‌کدام از این دو گروه نداشته‌اند. در مقایسه با ماموت‌ها این جانوران پاهای کوتاه‌تر، بدنی طویل‌تر و عضلات بیشتری داشتند. جثه ماستودون‌ها به بزرگی فیل‌های آسیایی امروزی بود. متوسط ارتفاع گونه ماستودون آمریکایی تا شانه حدود ۲٫۳ بود که اندازه‌ای بزرگ برای ماستودون‌های ماده و کوچک برای ماستودون‌های نر محسوب می‌شد. نرهای بزرگ بیش از ۲٫۸ متر طول قد داشته‌اند و از بزرگ‌ترین ماستودون‌های کشف شده یک نمونه نر ۳۵ ساله با نام AMNH 9950 است که حدود ۲٫۸۹ متر ارتفاع و ۷٫۸ تن وزن داشته‌است. نمونه نر کشف شده دیگری نیز دارای حدود ۳٫۲۵ متر ارتفاع و حدود ۱۱ تن وزن بوده‌است.

## رفتارشناسی

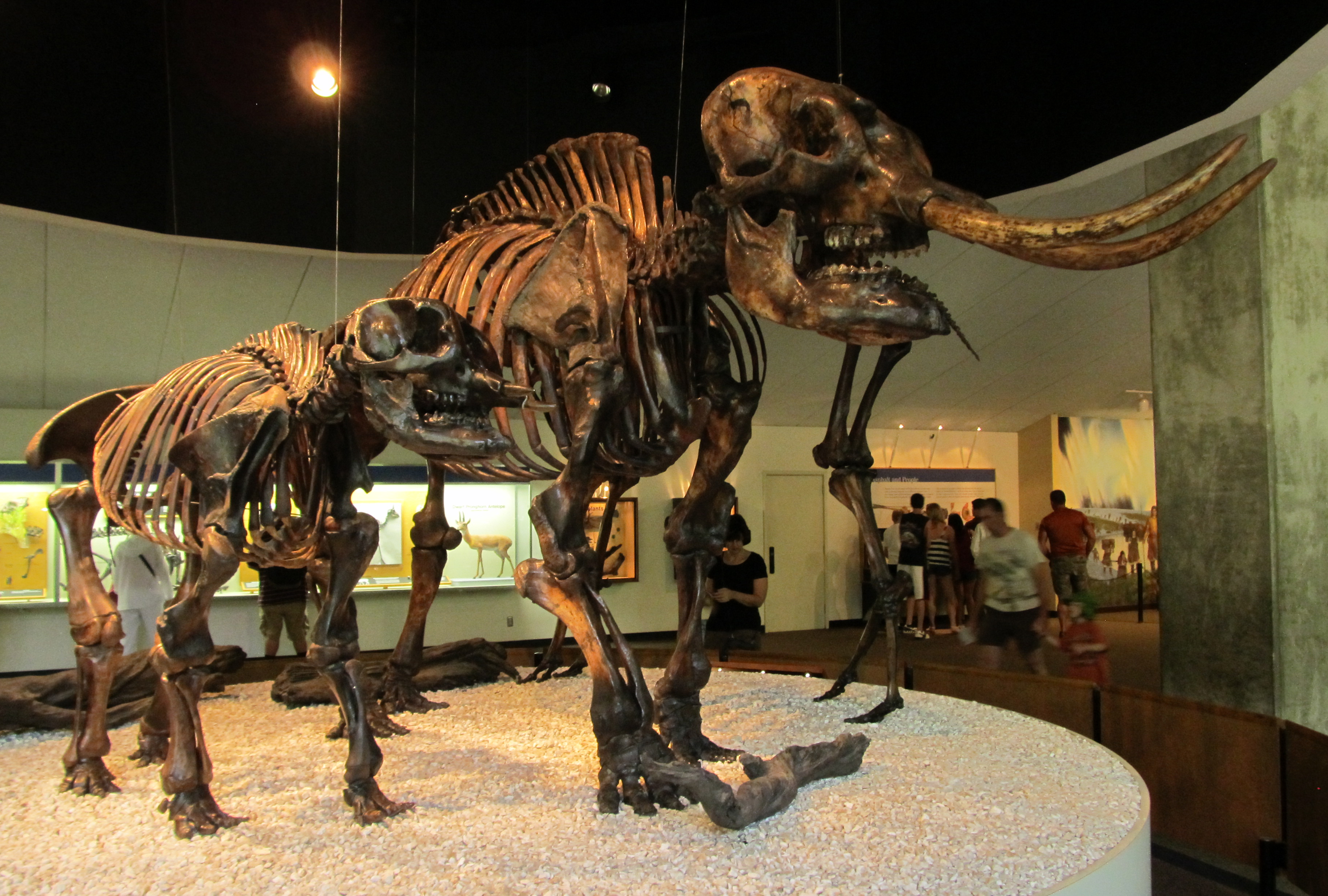
اسکلت ماستودون اقیانوس آرام ماده به همراه بچه در موزه پیچ، لس آنجلس

با توجه به مشخصات مکان‌های تجمع بقایای ماستودون‌ها چنین می‌توان استنباط کرد که این جانوران مانند فیل‌های امروزی در گله‌های خانوادگی متشکل از ماده‌های بالغ و بچه‌های نابالغ زندگی می‌کردند. نرها پس از بلوغ گله را ترک می‌کردند و به تنهایی یا در دسته کوچکی از نرها به زندگی خود ادامه می‌دادند. همچنین مانند فیل‌ها امروزی ماستودون‌ها نیز فصل خاصی برای جفت‌گیری نداشتند و نرها و ماده‌ها پس از آمادگی کامل از نظر جنسی به دنبال جفت مناسبی به منظور آمیزش جنسی می‌گشتند.

## پراکندگی

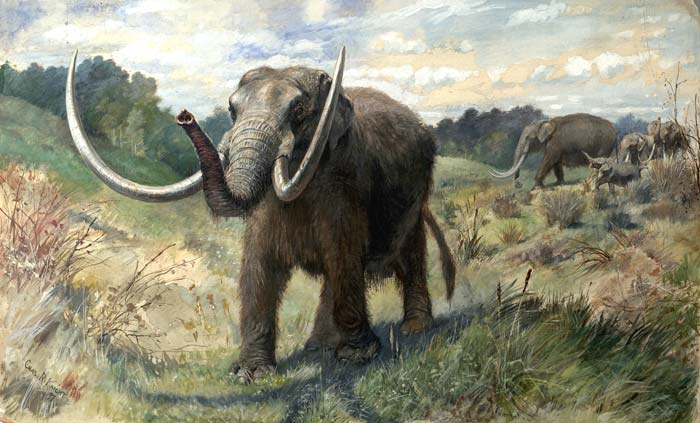
بازسازی گله ماستودون آمریکایی اثر چارلز نایت

به غیر از ماستودون آمریکایی دربارهٔ سایر گونه‌های شناخته شده ماستودون اطلاعات کمی وجود دارد. علت این موضوع زندگی این گونه‌ها در مناطقی خاص با جغرافیای محدود بوده‌است. ماستودون آمریکایی دارای بیشترین گستره پراکندگی در بین تمام گونه‌های ماستودون بود. سنگواره‌های این جانور از آلاسکا در شمال تا فلوریدا در شرق ایالات متحده و ایالت پوئبلا در جنوب مکزیک یافت می‌شوند. همچنین بر اساس شواهد دامنه پراکندگی این گونه در اواخر پلیستوسن به هندوراس نیز رسیده بوده‌است. شواهد کمی هم از حضور ماستودون آمریکایی در نیو انگلند وجود دارد. بررسی رژیم غذایی ماستودون‌ها نشان می‌دهند که این جانوران جنگل‌زی بودند و انواع خاصی از درختان و درختچه‌ها را به عنوان خوراک مصرف می‌کردند. عدم مهاجرت این جانوران به سمت مناطق آمریکای جنوبی در جریان تبادل بزرگ آمریکا نیز احتمالاً به دلیل رژیم غذایی خاص آن‌ها بوده‌است.

## انقراض

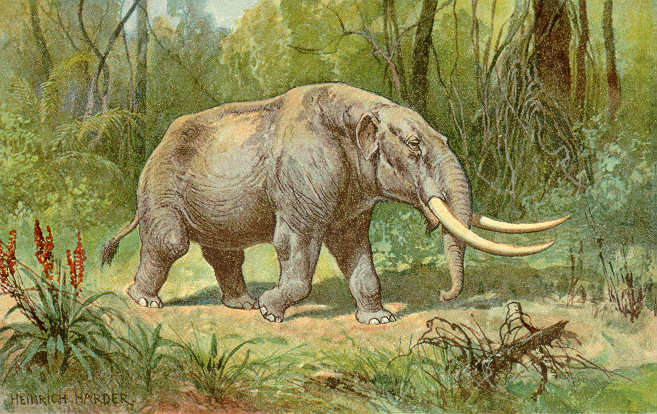
ماستودون

آخرین ماستودون‌ها نزدیک به حدود ۱۰٫۵۰۰ سال پیش در آمریکای شمالی منقرض شدند. انقراض این جانوران بخشی از انقراض بزرگ‌تر بزرگ‌زیاگان در پایان پلیستوسن بود که اغلب کارشناسان این موضوع را نتیجه افزایش جمعیت و به دنبال آن افزایش فشار شکارهای سرخ‌پوستان دیرین بر جمعیت بزرگ‌زیاگان در حدود ۱۳٫۰۰۰ سال پیش به بعد می‌دانند. بررسی‌های انجام شده روی عاج ماستودون‌ها در منطقه دریاچه‌های بزرگ چند هزار سال پیش از انقراضشان نشان دهنده نوعی روند کاهش سنی دوران بلوغ در این جانوران است. این موضوع نشان دهنده زندگی در یک زیستگاه با شرایط سخت و نامطلوب نیست، بلکه می‌تواند نتیجه کاهش رقابت میان‌گونه‌ای در اثر کاهش جمعیت توسط انسان بوده باشد.

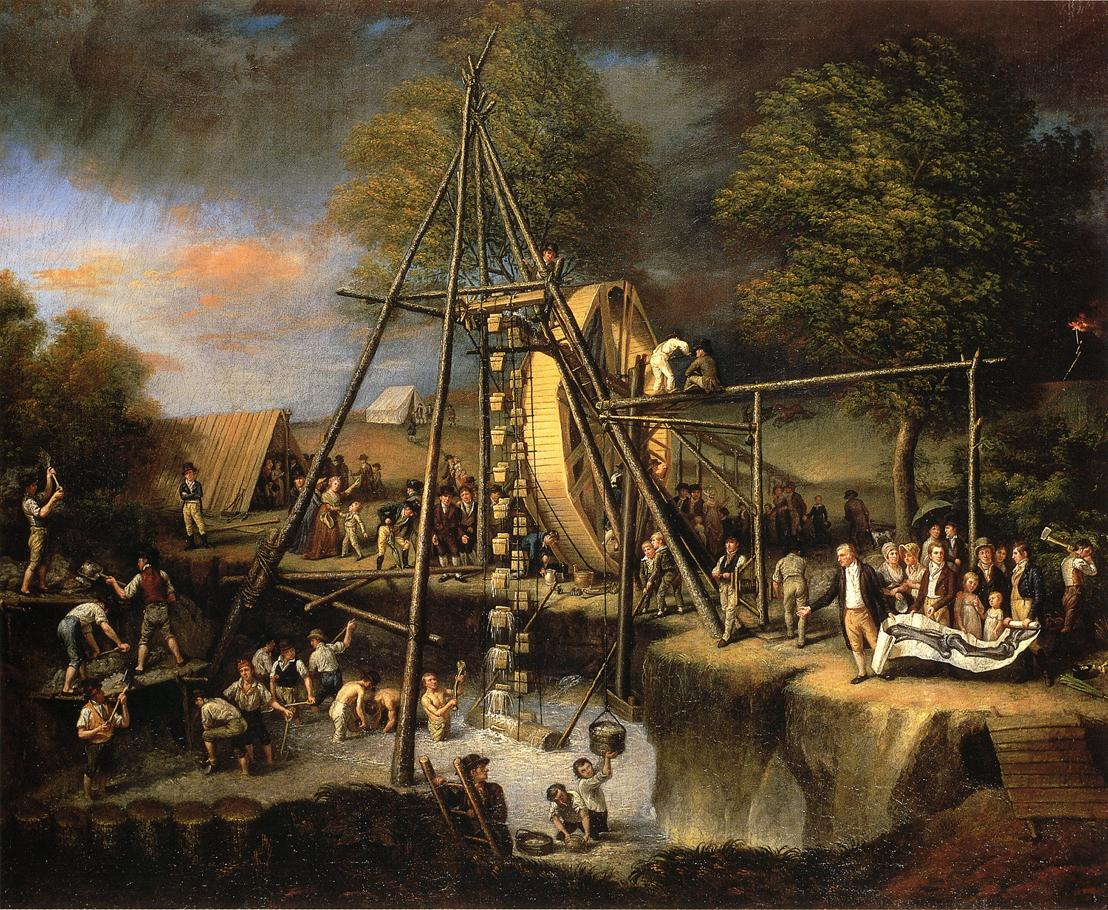
تابلو «نبش گور» ۱۸۰۶–۱۸۰۸ ماستودون اثر هنری از چارلز ویلسون پیلز

## مشاهده‌ها در آمریکا
در سال ۱۷۸۵، کشیش رابرت عنان گزارشی نوشت به یادآوری رویدادی می‌پردازد که در آن کارگران استخوان‌هایی را در مزرعه او در نزدیکی رودخانه هادسون در نیویورک در پاییز ۱۷۸۰ کشف کردند. کارگران چهار دندان آسیاب دیگری را پیدا کرده‌بودند که شکسته و دور انداخته شده بود. آنها همچنین استخوان‌هایی از جمله مهره‌هایی را که اندکی پس از آن شکسته بودند را پیدا کردند. عنان سردرگمی خود را در مورد این که این چگونه حیوانی می‌تواند باشد ابراز کرد، اما بر اساس دندان‌های آن حدس زد که از نظر رژیم غذایی گوشتخوار است. او همچنین حدس زد که احتمالاً به دلیل بروز یک فاجعه در جهان منقرض شده است.